# Oreophasma polyacanthum
Oreophasma polyacanthum är en insektsart som beskrevs av Günther 1929. Oreophasma polyacanthum ingår i släktet Oreophasma och familjen Phasmatidae. Inga underarter finns listade i Catalogue of Life.